# Unterweilersbach
Unterweilersbach ist ein Gemeindeteil der Gemeinde Weilersbach im Landkreis Forchheim (Oberfranken, Bayern).

## Geografie
Das am Ostrand des Erlanger Albvorlandes gelegene Pfarrdorf befindet sich etwa drei Kilometer ostnordöstlich von Forchheim auf einer Höhe von 306 m ü. NHN.

## Geschichte
Im Mittelalter gab es in Unterweilersbach einen Adelssitz, der bei der ersten Nennung des Ortes 1360 bereits abgegangen war. Bis zum Beginn des 19. Jahrhunderts unterstand Unterweilersbach der Landeshoheit des Hochstifts Bamberg. Die Dorf- und Gemeindeherrschaft übte das Amt Forchheim als Vogteiamt aus. Auch die Hochgerichtsbarkeit hatte dieses Amt in seiner Rolle als Centamt.
Als das Hochstift Bamberg infolge des Reichsdeputationshauptschlusses 1802/03 säkularisiert und unter Bruch der Reichsverfassung vom Kurfürstentum Pfalz-Baiern annektiert wurde, wurde Unterweilersbach Bestandteil der bei der napoleonischen Flurbereinigung gewaltsam in Besitz genommenen neubayerischen Gebiete.
Durch die Verwaltungsreformen im Königreich Bayern zu Beginn des 19. Jahrhunderts wurde Unterweilersbach mit dem Zweiten Gemeindeedikt 1818 eine Ruralgemeinde. Im Zuge der Gebietsreform in Bayern wurde der Ort am 1. Juli 1970 Bestandteil der Gemeinde Weilersbach.

## Verkehr
Die Bundesstraße 470 führt am südöstlichen Ortsrand vorbei, von dieser zweigt die den Ort durchquerende Kreisstraße FO 11 ab, die nach Mittlerweilersbach weiterführt. Der ÖPNV bedient das Dorf an einer Haltestelle der Buslinie 222 des VGN. Der nächstgelegene Bahnhof an der Wiesenttalbahn befindet sich in Kirchehrenbach.
Durch den Ort verläuft der Fränkische Marienweg.

## Baudenkmäler

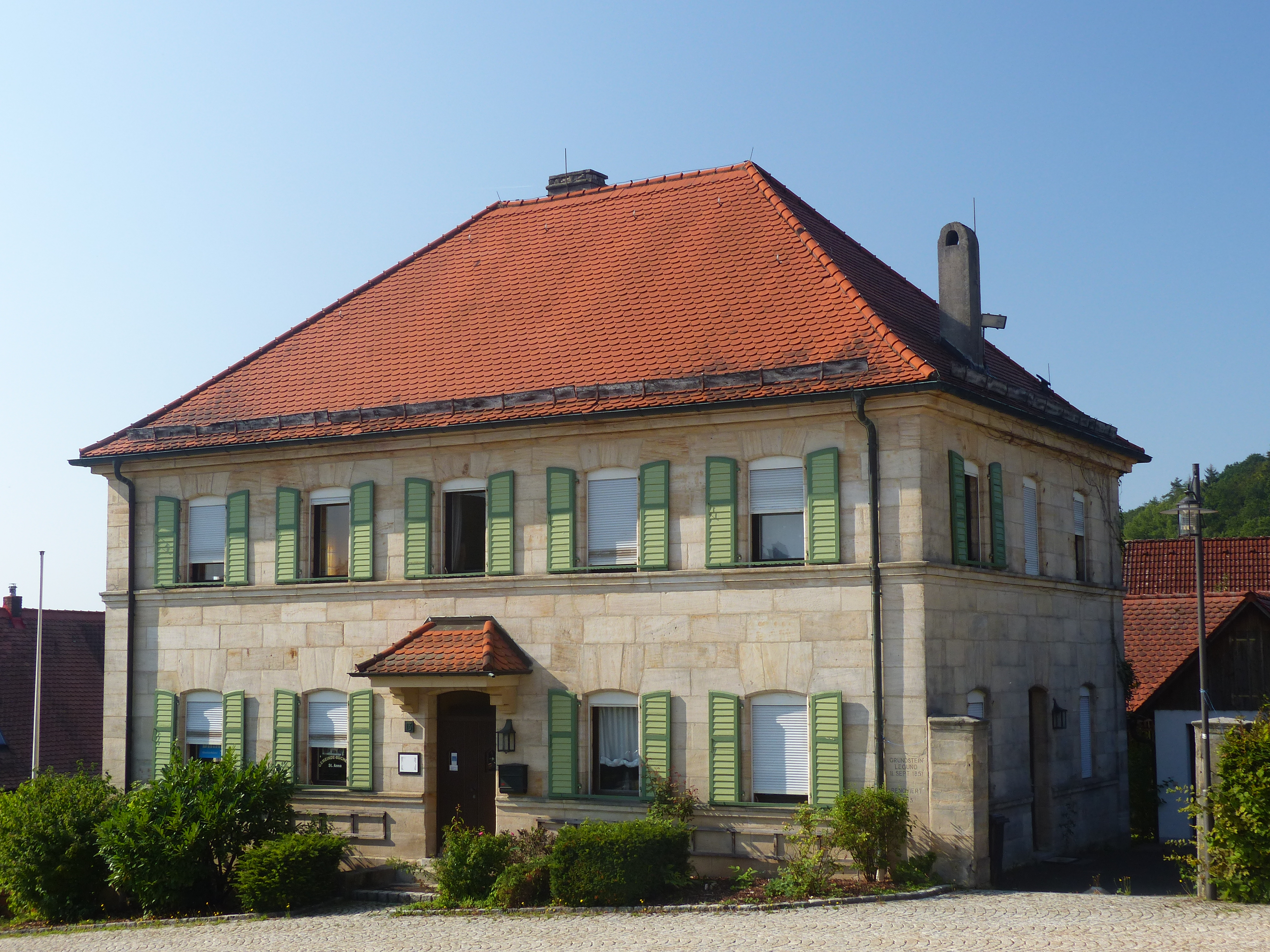
Das Pfarrhaus von Unterweilersbach

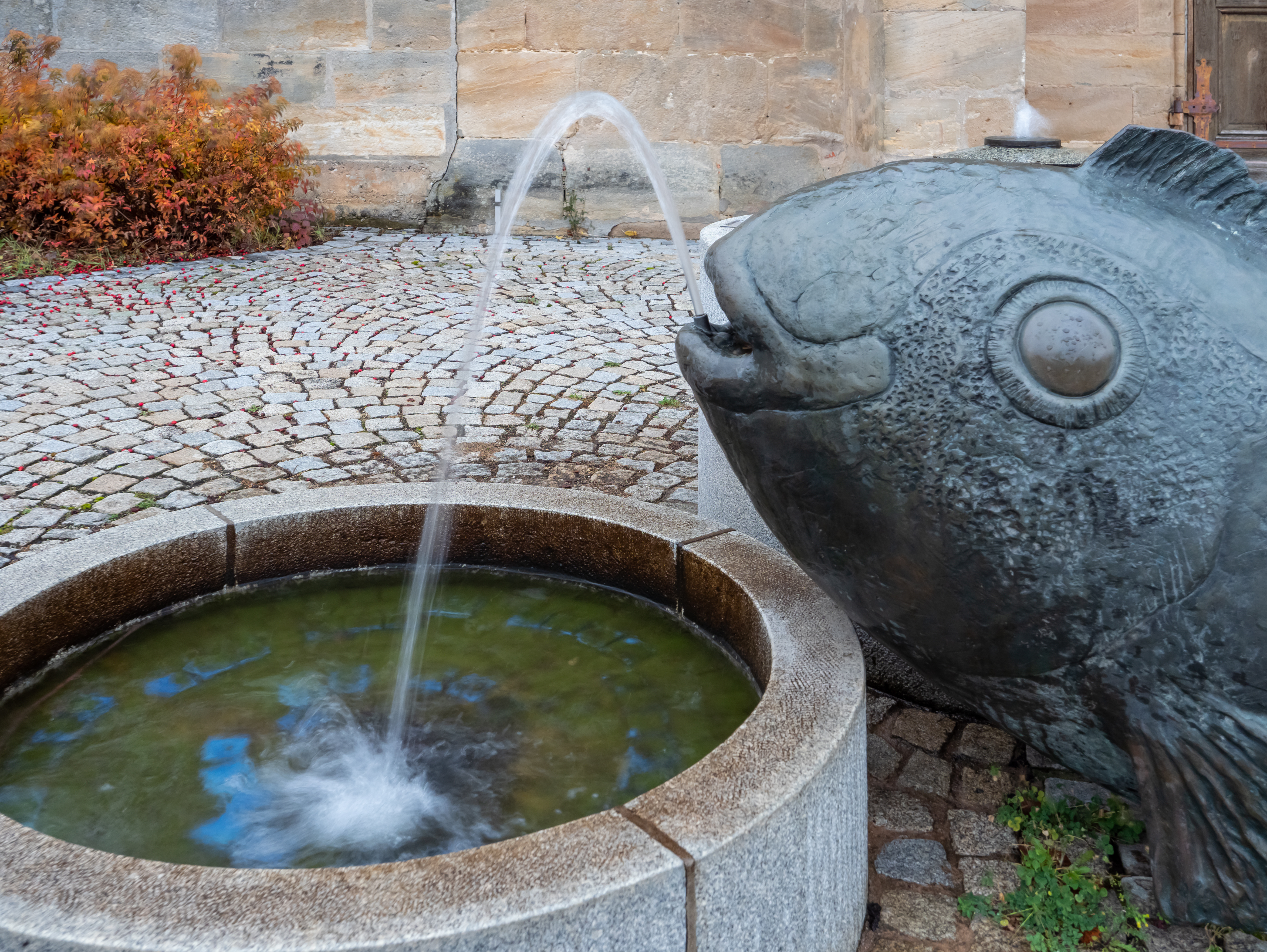
Brunnen an der Wallfahrtskirche St. Anna

In und um Unterweilersbach gibt es 13 denkmalgeschützte Objekte, darunter die katholische Wallfahrtskirche St. Anna, das zugehörige Pfarrhaus und mehrere Fachwerkstadel.